# Снеллс Бич
Снеллс Бич — небольшой прибрежный городок на севере Оклендского региона на Северном острове Новой Зеландии. Он расположен на восточном побережье полуострова Махуранги, а его одноименный пляж выходит на восток через залив Кавау на живописный остров Кава, где расположен исторический особняк, когда-то частный дом и земля губернатора Джорджа Грея. Ближайший город — Уоркуэрт, находится в 8 км на запад, к которому, с 2018 года, ходят 8 автобусов в день. Население 5 040 чел. (июль 2018).

## Особенности и достопримечательности
Открытая галерея Брик Бэй (The Brick Bay Sculpture Trail), демонстрирующая современную скульптуру среди местных деревьев, пальм, птиц и зеленых пастбищ, расположена у западного входа в Снеллс Бич. В городе находится региональная телевизионная компания Фэмили ТВ (Family TV) и торговый центр Mahurangi.
Для решения проблем, связанных с употреблением алкоголя в общественных местах, в городе введён ночной запрет на алкоголь с девяти часов вечера до шести часов утра в течение летнего периода каждый год.
В 2018 году состоялась выставка цветов в общинном центре Mahurangi East в субботу 1 сентября с 1 до 3-30 вечера. Посетители получили удовольствие от шоу, послеобеденного чая, розыгрышей и растений на продажу.

## История и в СМИ
Корнуоллский шахтер Джеймс Снелл прибыл в Кавау в 1854 году и купил пляж Снеллс. Пляж был известен как Лог Бич. Далматинские иммигранты проживали в палатках на пляже и добывали для каури камедь во время отлива. Маори называли залив Алджи «хора хора вай», что означало «вторжение в воду». Шотландский иммигрант Александр Алджи и его жена Мина, урождённая Дирнесс, купили землю возле залива Мартинс, где в 1867 году поселился его брат Сэмюэль. У семьи был пансионат на пляже с конца 1890-х, он закрылся к 1941 году. Мощёная дорога была построена вдоль восточного полуострова в 1930-х годах.
Полуостров Махуранги был местом съемок новозеландского фильма «Дождь» с Сарой Пирс и Мартоном Чокашом в главных ролях.
По переписи 2006 года население составляло 3234 человека, что на 177 человек больше, чем в 2001 году.
В 2011 году, после совместной победы в конкурсе СанСмарт video Cancer Foundation, учащимся начальной школы Уоркуэрта была предоставлена возможность встретиться с людьми из Huhu Studios в Снеллс Бич, чтобы увидеть, что включает в себя создание фильмов.
В конце 2011 года филиал новозеландского розничного магазина The Warehouse пожертвовал огромную рождественскую елку для Рождественского парада Уоркуэрта.
В 2012 году, библиотека Снеллс-Бич была закрыта, оставив многих жителей озадаченными и сердитыми.
В 2013 году вода с пляжа Снеллс была необходима для водоснабжения Уоркуэрта.

## Образование
На Снеллс Бич находится Snells Beach Primary — начальная школа с совместным обучением с 1 по 6 год, открытая в 2009 году. Школа предназначена, чтобы обучать около 500 учеников. По состоянию на март 2019 года в школе числилось 251 человек. Horizon School, ранее христианская школа Махуранги, является полной начальной школой совместного обучения (годы 1-8) с количеством 152 студентов по состоянию на март 2019 года. Она является государственной интегрированной школой.